# Pic Essénine
 (mars 2022).
Si vous disposez d'ouvrages ou d'articles de référence ou si vous connaissez des sites web de qualité traitant du thème abordé ici, merci de compléter l'article en donnant les références utiles à sa vérifiabilité et en les liant à la section « Notes et références ».
Le pic Essénine est un des sommets de la muraille de Bezengui dans le Grand Caucase, à la frontière entre la Géorgie et la république de Kabardino-Balkarie en Russie. Il se trouve au sud-est du Lalveri et culmine à 4 310 mètres d'altitude. Les itinéraires les plus fréquentés passent par ce pic vers le Hestola pour traverser la muraille. Ses pentes septentrionales sont dangereuses à cause d'avalanches formées dans les corniches.
Ce pic a été nommé ainsi en 1995 pour le centenaire de la naissance du poète Sergueï Essénine.